# جایلین هاول
جایلین هاول (انگلیسی: Jaelin Howell؛ زادهٔ ۲۱ نوامبر ۱۹۹۹) بازیکن فوتبال اهل ایالات متحده آمریکا است که در حال حاضر برای اسکای بلو اف‌سی (ان‌جی/ان‌وای گاتهام) بازی می‌کند. این باشگاه در بالاترین سطح لیگ فوتبال در ایالات متحده آمریکا به رقابت می‌پردازد.
از باشگاه‌هایی که جایلین هاول سابقه بازی در آن‌ها را دارد می‌توان به باشگاه فوتبال رین و باشگاه فوتبال ریسینگ لویی‌ویل اشاره کرد.
وی در تیم‌های ملی فوتبال زیر ۱۷ سال، زیر ۲۰ سال و همچنین زنان ایالات متحده آمریکا بازی کرده است.

## زندگی اولیه و دوران دانشگاهی
جایلین هاول به مدرسه عالی فسیل ریج در فورت کالینز، کلرادو رفت. او در سال ۲۰۱۵ به‌عنوان یک بازیکن تمام‌امریکایی در NSCAA انتخاب شد. او قبل از آغاز حرفه‌ای خود، برای تیم فوتبال زنان دانشگاه ایالتی فلوریدا بازی کرد.
هاول در سال ۲۰۲۰ جایزه هرمان ترافی را دریافت کرد که به بهترین بازیکنان زن رده ملی NCAA Division I اهدا می‌شود. او در سال ۲۰۲۱ نیز برای دومین فصل متوالی توانست این جایزه را کسب کند.

## دوران باشگاهی
در ۲۱ ژانویه ۲۰۲۲، هاول با باشگاه فوتبال ریسینگ لویی‌ویل قراردادی سه‌ساله امضا کرد، ریسینگ لویی‌ویل او را در سال ۲۰۲۲ به‌عنوان انتخاب دوم جذب کرد.
هاول در ۱۸ مارس در نخستین بازی چلنج کاپ، در میانه میدان در برابر باشگاه فوتبال کانزاس سیتی کارنت به میدان رفت و نخستین بازی خود را برای ریسینگ لویی‌ویل انجام داد. این هافبک در اولین فصل در بین بازیکنان تازه‌کار، در دقیقه‌های بازی دوم بود و تنها از هم‌تیمی‌اش ساوانا دی‌ملو عقب‌تر بود. هاول در این سال دو پاس گل به ثبت رساند.
در ۱۹ اوت ۲۰۲۴، هاول به همراه ۵۰٬۰۰۰ دلار پول تخصیص یافته به باشگاه فوتبال رین منتقل شد و در ازای آن بتانی بالسر عکس مسیر او را در پیش گرفت. او در ۲۵ اوت ۲۰۲۴ در برابر نورث کارولینا کوریج به‌عنوان تعویض در دقیقه ۷۵ به میدان رفت.
در ۲۰ دسامبر ۲۰۲۴، هاول به اسکای بلو اف‌سی پیوست که این انتقال همچنین شامل کیسی میلر و لین ویلیامز بود که به سیاتل رفتند.

## دوران ملی
هاول به تیم منتخب بهترین بازیکنان تیم ۱۱ نفره قهرمانان کونکاکاف دعوت شد. همان سال، او هافبک مرکزی تیم تیم ملی فوتبال زنان زیر ۱۷ سال ایالات متحده آمریکا در جام جهانی فوتبال زنان زیر ۱۷ سال در سال ۲۰۱۶ بود بود. در ۲۹ مارس ۲۰۱۷، او به تیم ملی زنان ایالات متحده دعوت شد.
پس از اینکه بخشی از تیم زیر ۲۰ سال ایالات متحده بود که در قهرمانی زنان زیر ۲۰ سال کونکاکاف مقام دوم را کسب کرد، هاول به فهرست تیم زیر ۲۰ سال ایالات متحده آمریکا برای جام جهانی فوتبال زنان زیر ۲۰ سال دعوت شد.
او در ۲۷ نوامبر ۲۰۲۰ نخستین بازی خود را برای ایالات متحده آمریکا انجام داد و به‌عنوان تعویض برای سم میواس در دقیقه ۸۹ در برابر هلند به میدان رفت.
هاول نخستین گل ملی خود را در پیروزی ۹–۱ برابر تیم ملی فوتبال زنان ازبکستان به ثمر رساند.